# クロトン酸エチル
クロトン酸エチル（英: Ethyl crotonate）はクロトン酸のエステルの一種であり、キャラメル様のフルーツ香をもつ無色の液体である。

## 用途
イチゴやパイナップルなどのフルーツ系香料に少量用いられるほか、有機合成化学の原料となる。

## 安全性
日本の消防法では危険物第4類・第2石油類（非水溶性）に分類される。光により変質する。